# Liza Soberano
Liza Soberano, sinh ngày 4 tháng 1 năm 1998, là một nữ diễn viên và người mẫu người Mỹ gốc Philippines.

## Tiểu sử
Hope Elizabeth Soberano là con gái của một người cha người Philippines, John Castillo Soberano ở Pangasinan, và một người mẹ người Mỹ, Jacqulyn Elizabeth Hanley, người đã nuôi dạy cô ở Santa Clara, California. Cô được ông bà nội nuôi dưỡng ở Visalia, California khi cha mẹ cô ly thân. Khi cô được mười tuổi, cô chuyển đến Manila, Philippines để sống với cha và họ hàng của mình.

## Sự nghiệp

### 2011-2014
Cô được mời làm người mẫu cho các quảng cáo in năm 12 tuổi sau khi chuyển đến Manila. Cô được phát hiện bởi một nhân viên tuyển chọn  tài năng năm 13 tuổi và được giới thiệu với Ogie Diaz, người quản lý tài năng mới của cô. Người quản lý tài năng của cô đã thúc giục cô học tiếng Philippines để có thể hoàn thành các dự án truyền hình và điện ảnh thành công vì lúc đó cô không nói được ngôn ngữ này.